# Elena Lavinia Târlea
Elena Lavinia Târlea (n. 11 mai 1993, Vaslui) este o canotoare română legitimată în prezent la CSA Steaua București.

## Carieră
Primul rezultat notabil a venit odată cu prima participare la nivel internațional. Echipajul de opt rame cu cârmaci (împreună cu Mădălina Bereș, Alexandra Hîncu, Viorica Deanu, Ana-Maria Aftode, Irina Țugurlan, Geanina Tîrnoschi, Adelina Postăvaru și Georgiana Danciu) a obținut locul 4 la Campionatele Mondiale de Juniori din 2010.
În 2011 a obținut cel mai important rezultat al carierei împreună cu echipajul feminin de 8+1 (împreună Dana Szekely, Florentina Filipovici, Maria Simion, Ana-Maria Aftode, Andreea Birică, Mădălina Buzdugan, Viviana Bejinariu și Georgiana Danciu) — argint la Campionatele Mondiale de Juniori din 2011 de la Eton (Marea Britanie).
În 2012, a obținut locul 5 la Campionatele Mondiale U23 de la Trakai (Lituania) împreună cu echipajul de 4 rame fără cârmaci (Alexandra Bizom, Alexandra Vermeșan și Ana-Maria Aftode).
Aceasta s-a apropiat din nou de podium în 2014, când a obținut locul 4 la aceeași competiție, împreună cu Mădălina Bereș, la proba de două rame fără cârmaci.
Echipajul feminin de două rame fără cârmaci — Laura Oprea și Elena Târlea — s-a calificat la Jocurile Olimpice de vară din 2016 în urma rezultatului înregistrat la Campionatele Mondiale de canotaj academic din 2015 de la Aiguebelette-le-Lac (Franța).

### Palmares competițional
| An                   | Competiție                       | Locație                | Loc                  | Eveniment            | Note                 |
| Reprezentând România | Reprezentând România             | Reprezentând România   | Reprezentând România | Reprezentând România | Reprezentând România |
| -------------------- | -------------------------------- | ---------------------- | -------------------- | -------------------- | -------------------- |
| 2010                 | Campionatele Mondiale de Juniori | Račice, Republica Cehă | 4                    | JW8+                 | 06:30.870            |
| 2011                 | Campionatele Mondiale de Juniori | Eton, Marea Britanie   | 2                    | JW8+                 | 06:23.660            |
| 2012                 | Campionatele Mondiale U23        | Trakai, Lituania       | 5                    | BW4-                 | 07:29.910            |
| 2014                 | Campionatele Mondiale U23        | Varese, Italia         | 4                    | BW2-                 | 07:21.910            |